# Die Hölle von Korea
Die Hölle von Korea ist ein US-amerikanischer Kriegsfilm von Samuel Fuller aus dem Jahr 1951. In Deutschland hatte der Film am 13. März 1953 seine Kinopremiere.

## Handlung
Sergeant Zack ist der einzige Überlebende seines Regiments, dass im Koreakrieg von Nordkoreanern angegriffen und aufgerieben wurde. Ein Loch in seinem Helm zeigt dem aus seiner Bewusstlosigkeit erwachenden Soldaten, wie nahe er dem Tod war. Als Zack sich umschaut, sieht er einen mit einer M1 bewaffneten Jungen, der das Schlachtfeld inspiziert. Der südkoreanische Junge, von Zack Short Round genannt, bietet sich als Führer an, um ihn durch die feindlichen Linien zurückzubringen. Zack zögert, mit dem Jungen durch Feindesland zu ziehen, doch die Aussicht, ihn in Sicherheit zu bringen, lässt ihn einwilligen. 
Auf ihrem Marsch treffen sie auf zwei kommunistische Guerillas, die sich als Missionarinnen verkleidet haben. Zack tötet die beiden. Er und Short Round begegnen dem schwarzen Sanitäter Corporal Thompson, dessen Einheit ebenso wie Zacks angegriffen und vernichtet wurde. Thompson ist der einzige Überlebende. Thompson schließt sich ihnen an auf dem Weg zurück zu den amerikanischen Linien. Bald stoßen sie auf eine amerikanische Patrouille. Sie wird von Lieutenant Driscoll geführt, den Zack nicht leiden kann. Driscoll, der einen erfahrenen Soldaten für seinen Observationstrupp braucht, will trotz der Zwistigkeiten zwischen ihnen Zack in seiner Einheit haben. Zuerst lehnt Zack ab, doch als ein feindlicher Scharfschütze die Einheit unter Feuer nimmt, sagt er doch zu. Zack sieht Driscolls Männer als Amateure an, zumal Private Baldy ein Radio mitgenommen hat. Auch Private Bronte, der im Zweiten Weltkrieg den Kriegsdienst verweigert hat, ist Zack suspekt.
Die Einheit bezieht ihren Spähposten an einem Buddhatempel, doch wird sie schon bald von den Nordkoreanern angegriffen. Driscoll kann während des Kampfes einen feindlichen Offizier, der aus der Mandschurei stammt, gefangen nehmen. Der japanischstämmige Sergeant Tanaka übersetzt, was der Offizier sagt. Dabei versucht der Offizier Tankaka als ehemaligen Feind der USA aufzuwiegeln, doch der ignoriert den Feind. Als die Männer sich für die Rückkehr zur Garnison bereitmachen, werden sie wieder von Scharfschützen beschossen. Short Round wird getötet. Verbittert und von Rachegedanken getrieben tötet Zack den gefangenen Offizier. Die Amerikaner bemerken, dass eine große kommunistische Streitmacht sich dem Tempel nähert. Doch eine Truppe von US-Infanteristen stößt zu dem bedrängten Observationstrupp. Bei dem anschließenden Gefecht wird Driscoll getötet. Die Nordkoreaner sind besiegt. Thompson, der verwundete Zack und die restlichen Männer des Trupps werden zurück zum Camp gebracht.

## Kritiken
„Der Film setzt scheinbar dokumentarische Stilmittel ein, um mit starken unterschwelligen Emotionen die Schrecken moderner Kriegsführung unmittelbar zu verdeutlichen. Geschickt baut er die Spannung einer nie wirklich faßbaren Bedrohung auf, um alle "Regeln des Krieges" ad absurdum zu führen.“

## Auszeichnungen
1952 wurde Samuel Fuller mit dem WGA Award der Writers Guild of America für das beste Drehbuch eines Low-Budget-Films ausgezeichnet.

## Hintergrund
Der Low-Budget-Film, die dritte Regiearbeit von Samuel Fuller, hatte ein Budget von 103.000 US-Dollar. Das niedrige Budget drückte sich vor allem darin aus, dass die feindlichen Panzer Sperrholzmodelle waren. Fuller musste zudem mit ganzen 25 Schauspielern auskommen, wobei die feindlichen Soldaten von Studenten der UCLA dargestellt wurden. Gedreht wurde innerhalb von zehn Tagen, die Kampfszenen wurden im Griffith Park inszeniert. Der Film ist, kurz nach Ausbruch des Krieges gedreht, der erste Film, der die Thematik Koreakrieg beinhaltet. Fullers nächste Regiearbeit, Fixed Bayonets! (deutsch: Der letzte Angriff), hat ebenfalls diesen Krieg zum Thema. Gene Evans spielt auch in diesem Film eine Hauptrolle.
Samuel Fullers Film, in der McCarthy-Ära gedreht, löste mit zwei Szenen Kontroversen aus. In einer Szene wird gezeigt wie ein amerikanischer Soldat einen unbewaffneten Gefangen tötet. In der zweiten Szene erzählt ein japanischstämmiger Amerikaner, wie im Zweiten Weltkrieg seine Eltern in verschiedene Internierungslager gebracht wurden, weil sie Japaner waren. Der Film wurde deshalb als „kommunistische Propaganda“ angesehen.